# プロビデンス (ロードアイランド州)
プロビデンス（英語: Providence）は、アメリカ合衆国ロードアイランド州の州都。人口は19万0934人（2020年）で、州内最大の都市である。ただし市街地は郊外にも広がっているため、都市圏人口は160万人以上になると見積もられている。州北部のプロビデンス郡に属し、ニューイングランド地域ではボストンに次いで2番目に大きい都市と認識されている。マサチューセッツの州境から程近く、ボストンの通勤列車がプロビデンス駅まで乗り入れる。
プロビデンスはアメリカ合衆国で最も古い都市の一つで、1636年に入植が始まった。当初はテキスタイル、宝飾などの製造加工業が盛んであったことから、『Beehive of Industry』（Beehiveとはミツバチの巣の意）と呼ばれていた。今日では学術、文化都市としての側面が強くなり、『Creative Capital』、『The Renaissance City』などの異名を持っている。

## 名前
プロビデンスとは英語で「神の摂理」を意味し、1636年に神学者ロジャー・ウィリアムズが「神の慈悲深き摂理により」この土地を見出したときに名づけた。ウィリアムスはマサチューセッツ州でピューリタンに追放されてロードアイランドに到ったものである。州の旧正式名称はこの都市の名前を含んでおり、ロードアイランドおよびプロビデンス入植地(Rhode Island and Provindence Plantations)といったが、2020年に後半が正式に落とされた。
ロードアイランド州では、プロビデンスの都市部（ダウンタウン）を指すのにダウンシティ(Downcity)の名が使われるが、この語の起源は今日では不明である。

## 地理
北緯 41°49'25" 西経 71°25'20" に位置する。面積は53.2 km2、うち陸地面積が47.8 km2、水地面積5.3 km2で、面積の10%が水面である。プロビデンス川の河口に位置する。

## 人口
2000年の人口統計によれば、住民173,618人、62,389世帯、35,873家族が市内に住む。人口密度は 3,629.4/km2。67,915軒の住宅が建ち、その平均密度は 1,419.7/km2。人種別でみると住民の54.53%は白人、14.54%はアフリカ系住民、1.14%はネイティヴ・アメリカン、6.01%はアジア系、0.16%は太平洋諸島系である。その他の人種の住民は 17.55% を占め、6.08% が複数の人種の祖先を持っている。住民の30.03%はヒスパニック系またはラティノ系。
プロヴィデンスの都市圏には隣接するマサチューセッツ州フォール・リバーおよびロードアイランド州ウォーウィックが含まれ、この二都市をあわせた人口は 1,188,613人に達する。
地元住人の多くがイタリア系アメリカ人で、マフィアの影響の大きい町としても知られている。その他、ポルトガル系アメリカ人の人口も顕著である。インドシナ紛争以来東南アジア系の移民も増え、全米で屈指の規模のカンボジア系やモン族（Hmong、ミャオ族）系コミュニティーがある。

## 教育
プロビデンスの高等教育機関は、アイビー・リーグ名門のブラウン大学やブラウン大学の姉妹校である芸術大学、ロードアイランド・スクール・オブ・デザインが著名である。その他にも、ロードアイランド大学プロビデンス校、プロビデンス・カレッジ、そして料理専門学校が前身であるジョンソン・アンド・ウェールス大学等がある。
ブラウン大学のあるプロビデンス東部（イースト・サイド）は歴史的景観を残し、アメリカ歴史協会の指定する歴史的建造物保存地区のうち最大のものである。ブラウン大学の存在は、地元経済に多大に貢献している一方、不動産を含めた物価の上昇の要因であると、地元住人達は大学に対し必ずしも良い感情を抱いてはいない。

## 交通
プロビデンスの空港としては、近郊ロードアイランド州ウォリック市にあるT・F・グリーン空港が使われる。
プロビデンス駅は北東回廊の主要駅である。アムトラックの旅客列車が発着する他、マサチューセッツ湾交通局（MBTA）の通勤列車が乗り入れている。

## ギャラリー

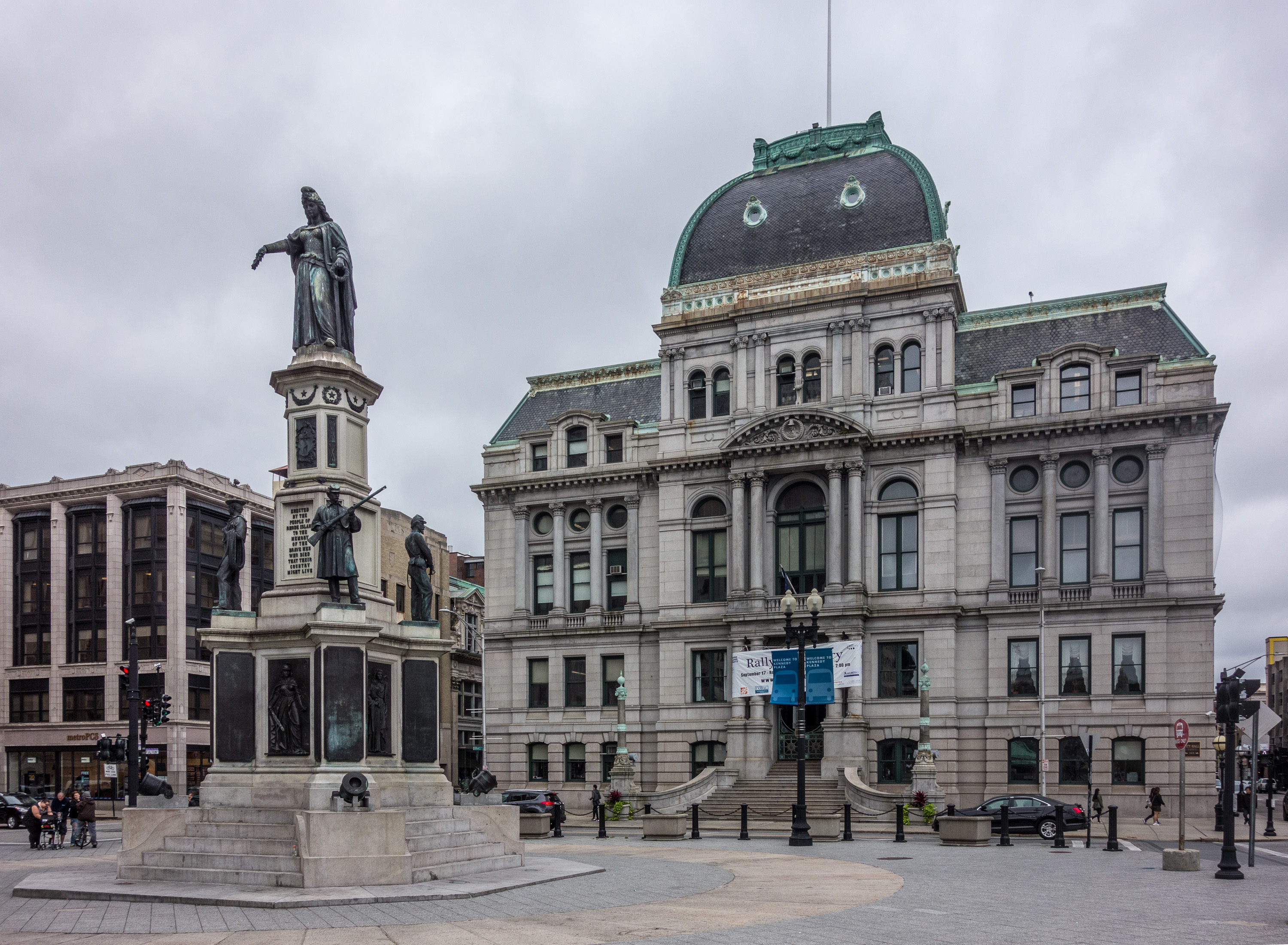
シティホール
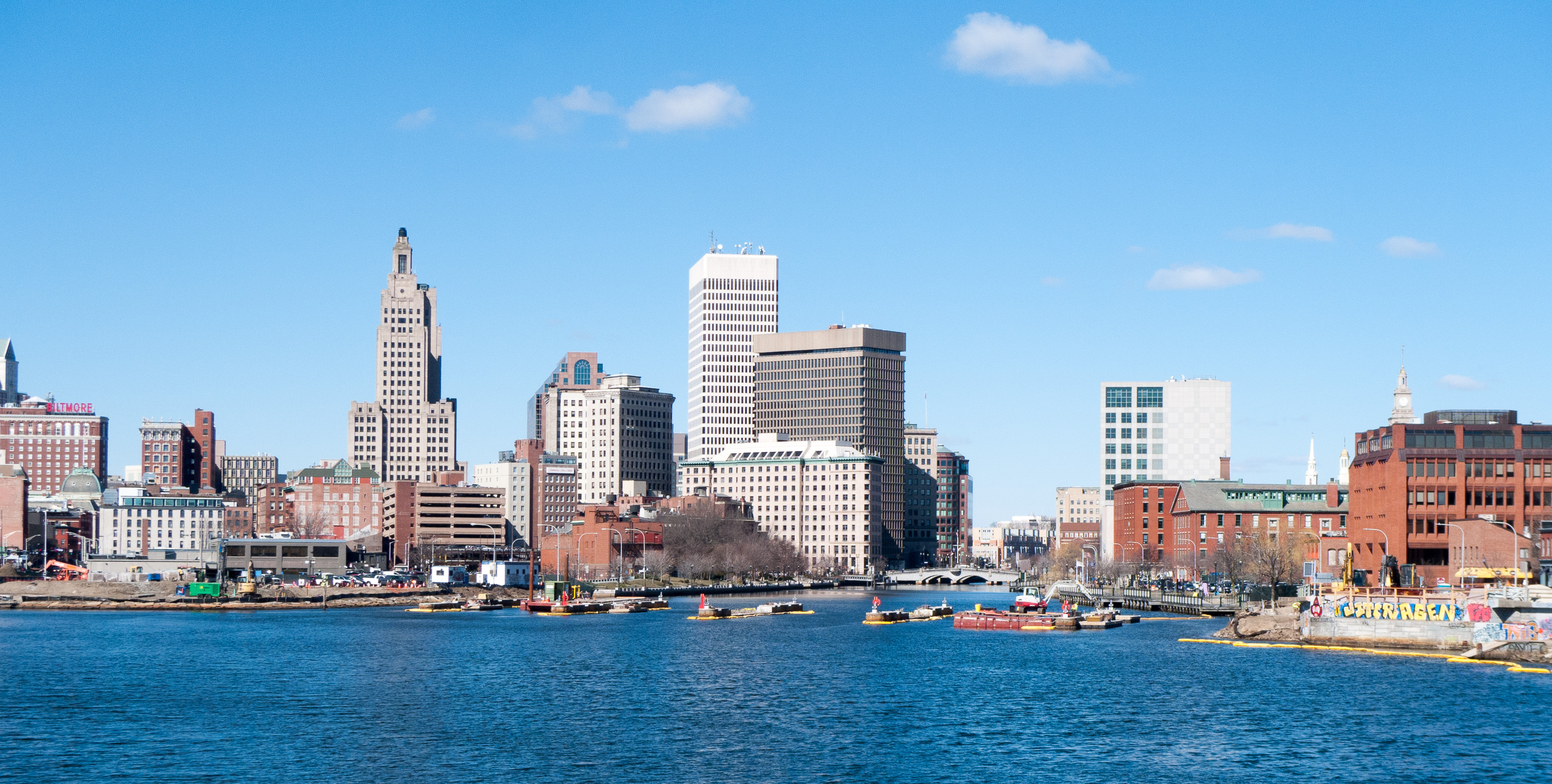
ダウンタウン遠景
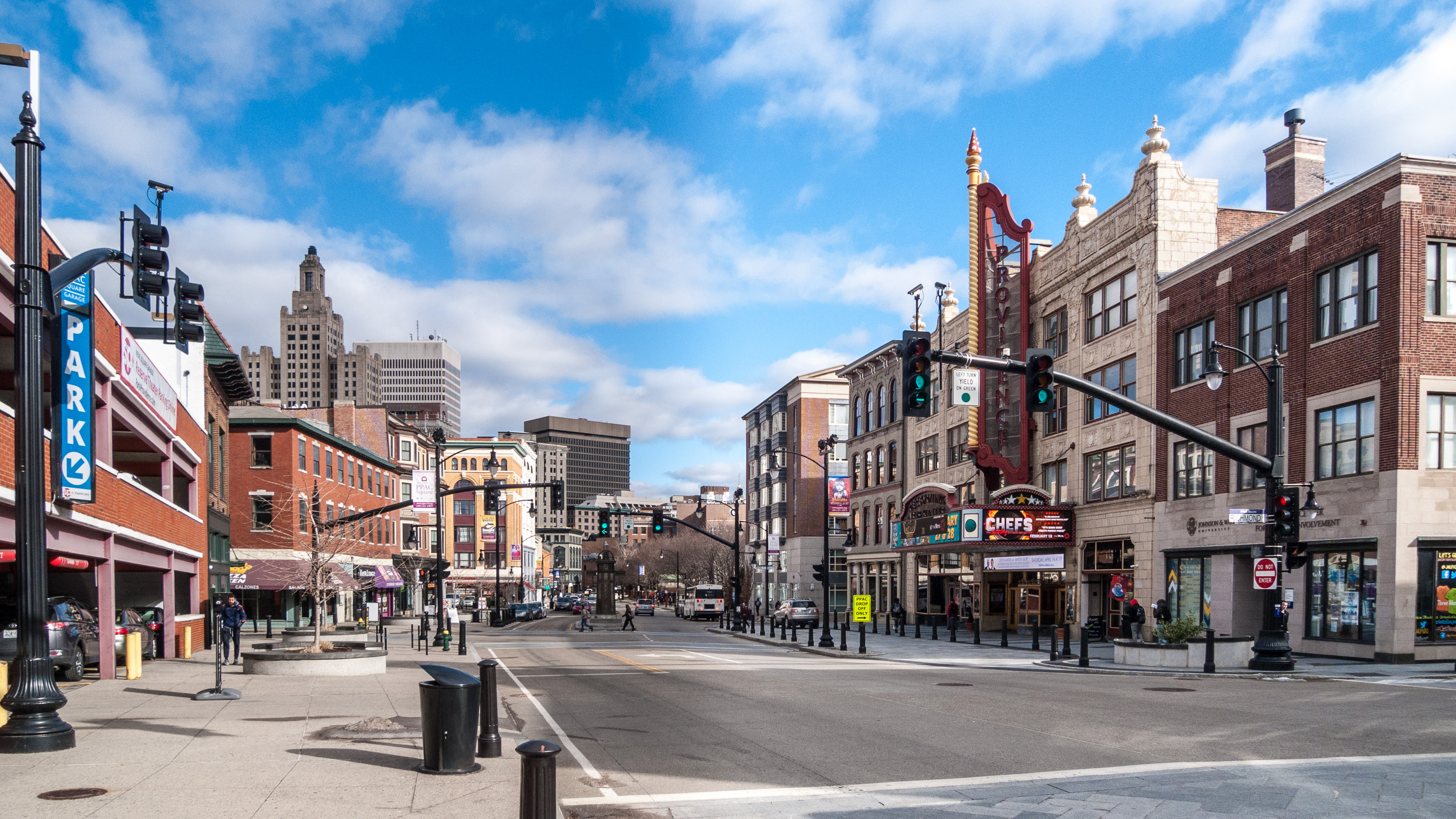
ダウンタウンの街並み
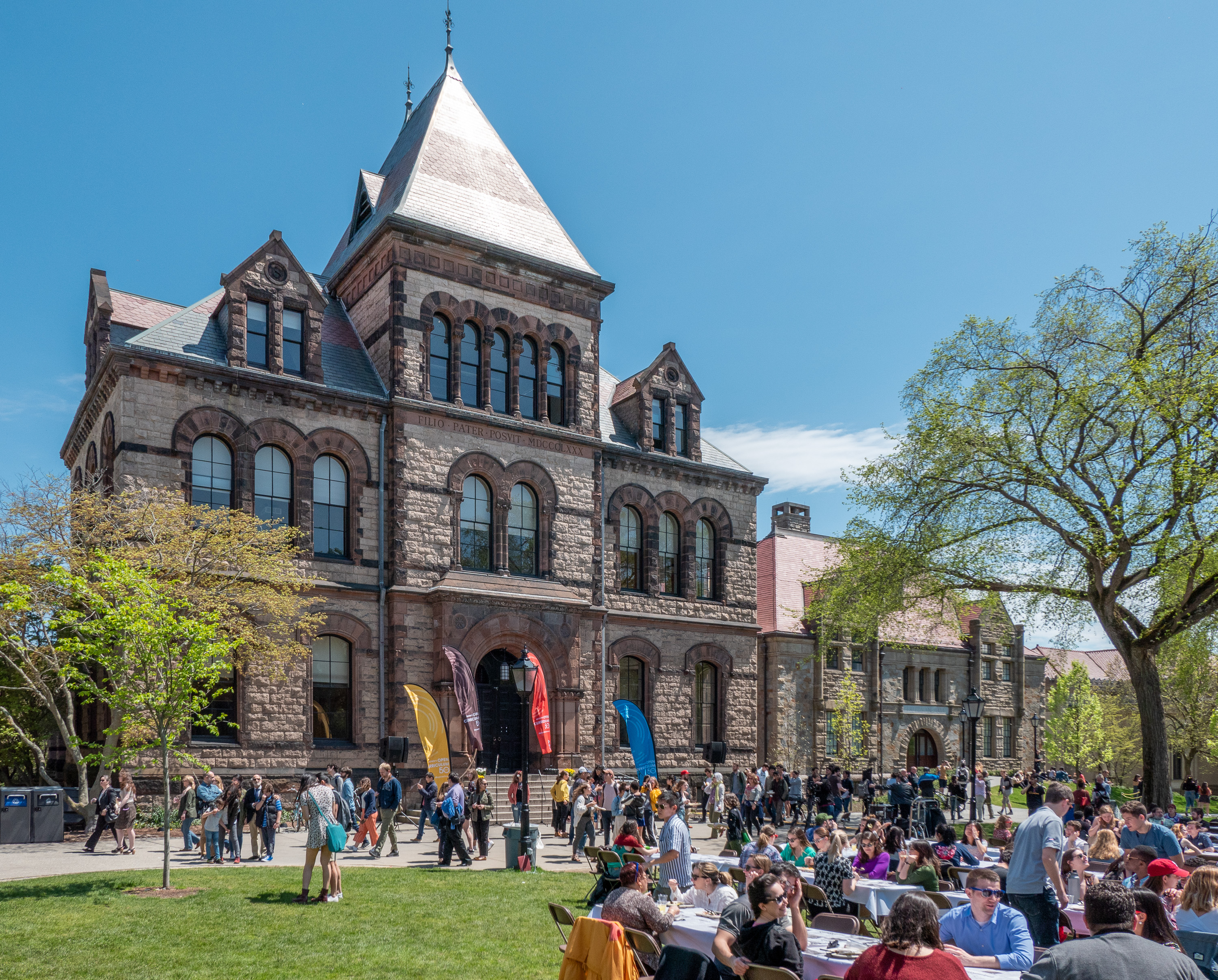
ブラウン大学

## 出身有名人
- ハワード・フィリップス・ラヴクラフト - 恐怖小説家。1890年生まれ。
- グレン・バウアーソック - 歴史学者。1936年生まれ。
- スタンリー・フィッシュ - 文芸評論家、法学者。1938年生まれ。
- ビル・コンティ - 『ロッキー』シリーズのテーマ音楽"Gonna Fly Now"で知られる作曲家。1942年生まれ。
- デヴィッド・S・ウォード - 『スティング』脚本、『メジャーリーグ』脚本・監督で知られる脚本家、映画監督。1945年生まれ。
- マット・ハイソン - プロレスラー。1970年生まれ。
- ポール・コナーコ - 野球選手。1976年生まれ。
- 安志杰 - 俳優。1977年生まれ。

## 姉妹都市
- プノンペン、カンボジア
- フィレンツェ、イタリア
- リガ、ラトビア
- サントドミンゴ、ドミニカ共和国